# لیبنشاید
لیبنشاید (به آلمانی: Liebenscheid) یک شهر در آلمان است که در وستروالدکرایس واقع شده‌است. لیبنشاید ۹۴۳ نفر جمعیت دارد.